# Groenewegbrug
De Groenewegbrug is een ophaalbrug in de Nederlandse gemeente Rotterdam. De brug over de ringvaart van de Zuidplaspolder verbindt aan de westkant de Rotterdamse wijk Nesselande met aan de oostkant de gemeente Zuidplas. De Groenewegbrug is vernoemd naar de ernaast gelegen Groeneweg.

## Trivia
- In november 2010 is de Groenewegbrug gerenoveerd in opdracht van de Gemeentewerken Rotterdam. De tijd die hier voor nodig was kwam op ongeveer 5 maanden.[1]
- Maart 2011 is de Groenewegbrug nogmaals voor 6 weken buiten gebruik geweest voor een renovatie. De brug was op vrijdag 15 april 2011 aan het einde van de middag weer geopend.[2]
- Op dinsdag 27 maart 2012 maakte Omroep Zuidplas bekend dat de politiek in Zuidplas unaniem had ingestemd met een voorstel van tolheffing voor het gebruik van de Groenewegbrug. Dit was een 1 aprilgrap.[3]